# Conondale Range
Die Conondale Range ist ein Bergland im australischen Queensland, das zwischen Maleny, Kenilworth, Kilcoy und Jimna liegt. 

## Lage
Das Bergland ist der westlichste Teil des Hinterlands der Sunshine-Coast-Region und ein Teil der Great Dividing Range. Der höchste Punkt des Berglands ist der Mount Langley, der eine Höhe von 868 Metern über Meereshöhe erreicht. Dieser Berg bildet auch den höchsten Punkt des Wassereinzugsgebiets des Brisbane River.
Flache Bergausläufer um Kilcoy, die mit Gras bewachsen sind, werden landwirtschaftlich genutzt. Die meisten steilen Hänge des Berglands sind Staatsforste und liegen im Gebiet des Conondale-Nationalparks.
Die Bäche im Süden des Berglandes entwässern in den Stanley River und direkt in den Lake Somerset. Die nördlichen Bäche fließen in den Mary River.

## Fauna
Etwa 1620 km² der Conondale Range sind als BirdLife International und als Important Bird Area klassifiziert, da es eine isolierte und am weitesten nördlich gelegene Population des endemischen Dasyornis brachypterus enthält, die erst in den 1980er Jahren entdeckt wurde. Es ist auch der Lebensraum einer großen Population des Schwarzbrust-Laufhühnchen (Turnix melanogaster), Fahlgesichtschnäpper (Tregellasia capito), Schild-Paradiesvogel (Ptiloris paradiseus), Gelbnacken-Laubenvogel, Gelbnacken-Laubenvogel (Sericulus chrysocephalus), Grünlaubenvogel (Ailuroedus crassirostris) und Orthonyx temminckii.
Der Südliche Magenbrüterfrosch (Rheobatrachus silus) und Mixophyes fleayi sind zwei endemische Froscharten, die in der Conondale Range und in der nächsten Umgebung leben.

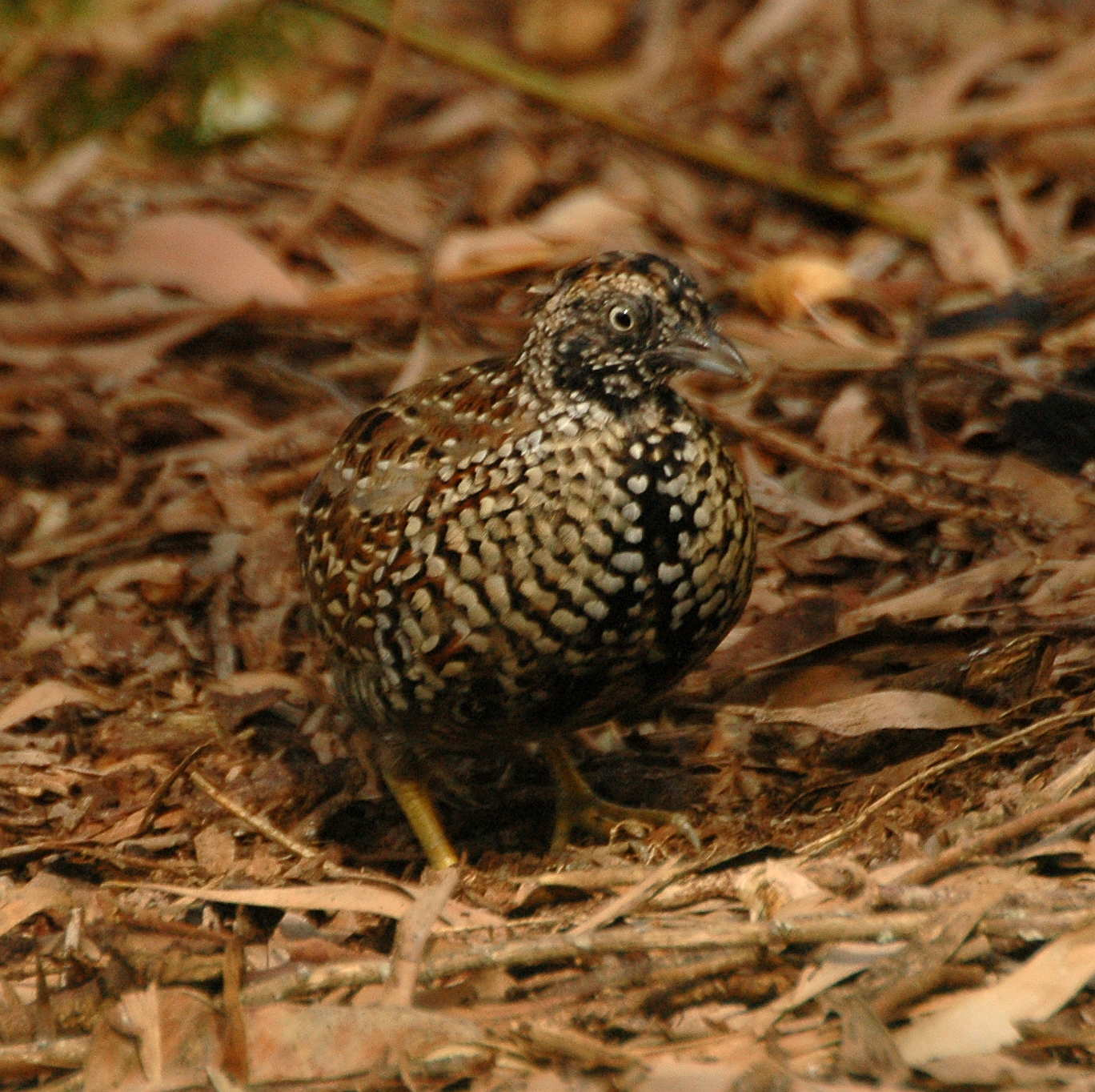
Schwarzbrust-Laufhühnchen
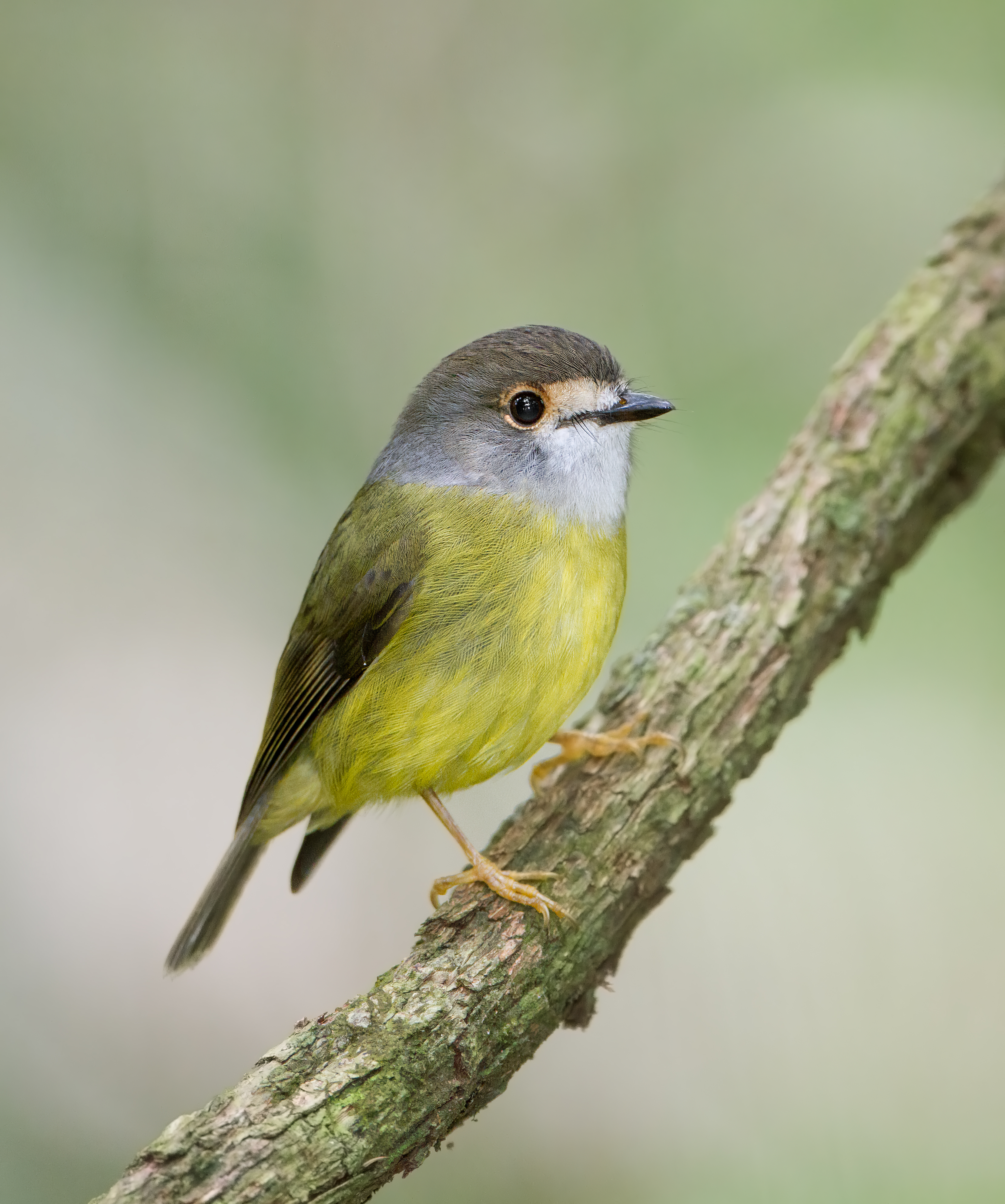
Fahlgesichtschnäpper
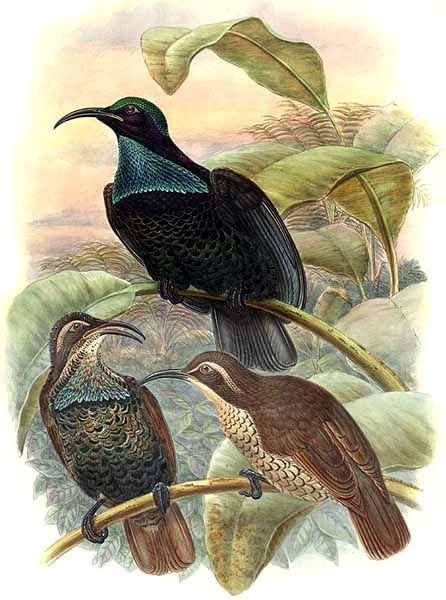
Schild-Paradiesvogel
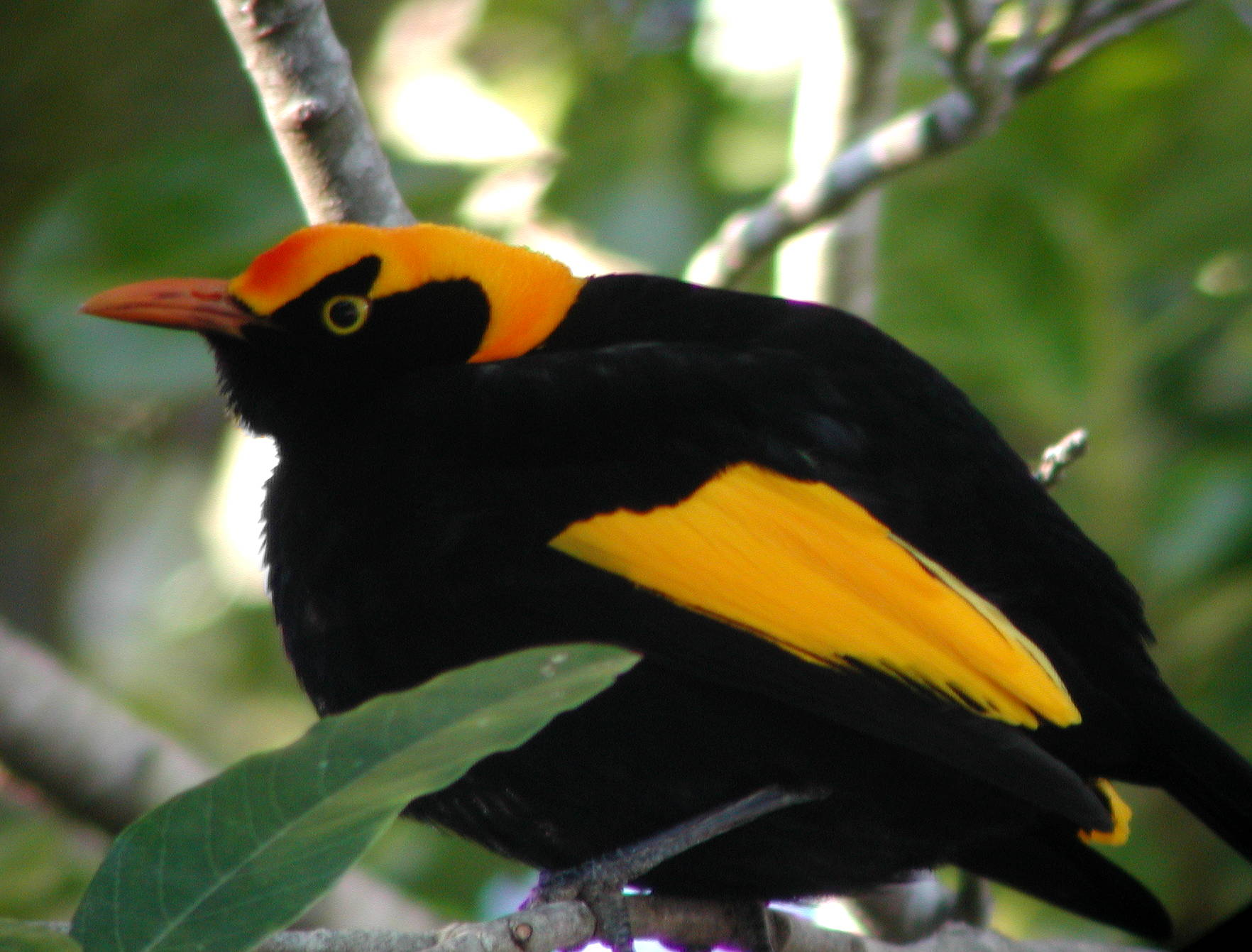
Gelbnacken-Laubenvogel
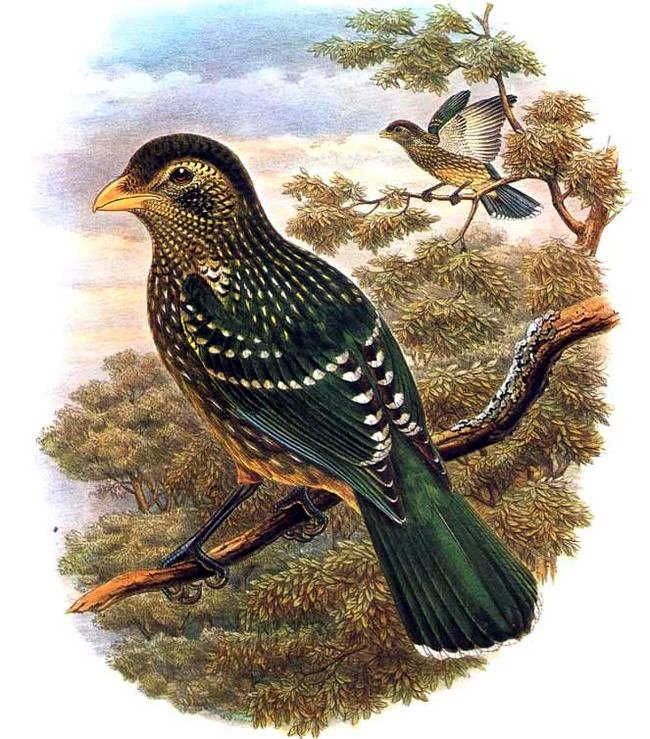
Grünlaubenvogel
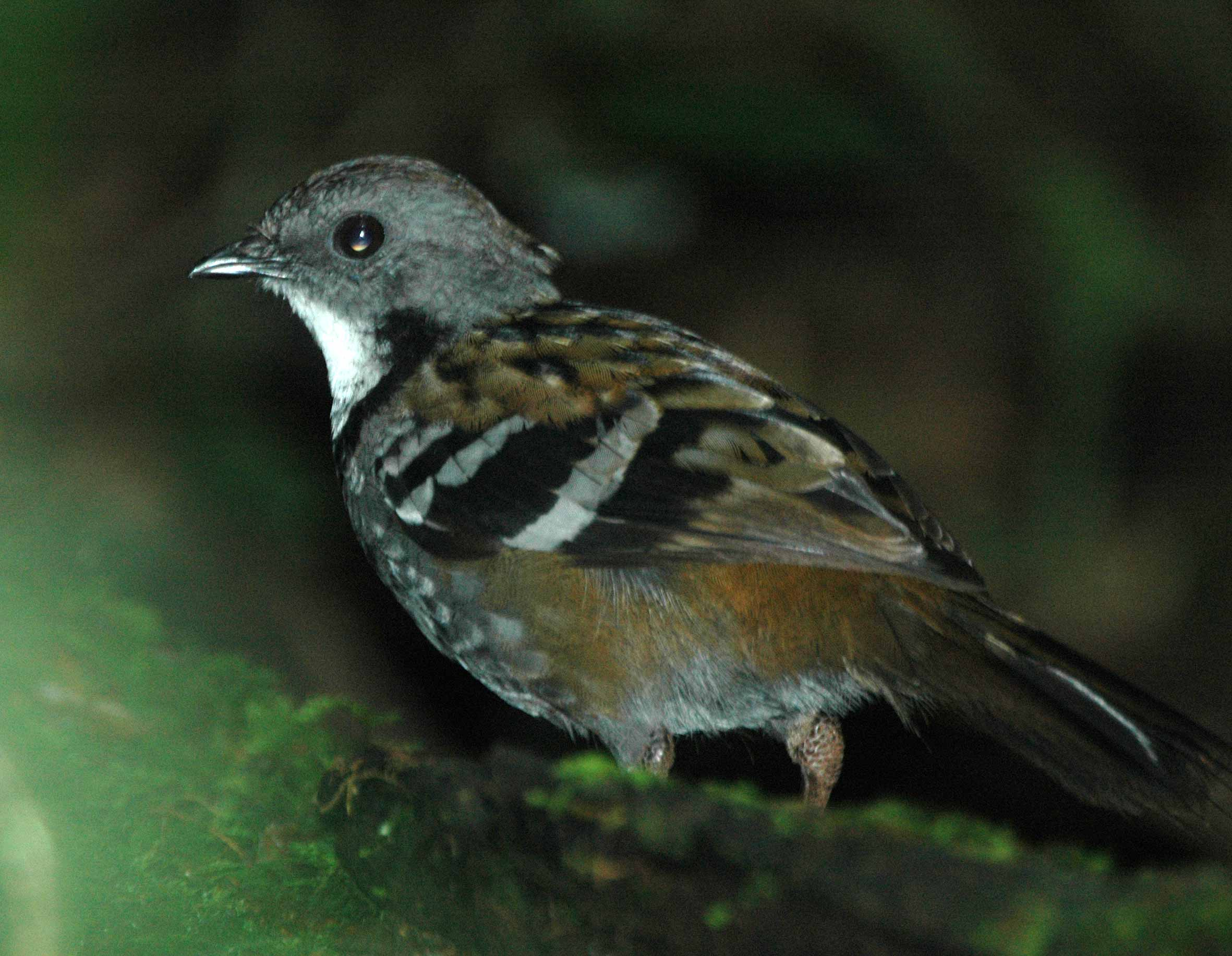
Orthonyx temminckii
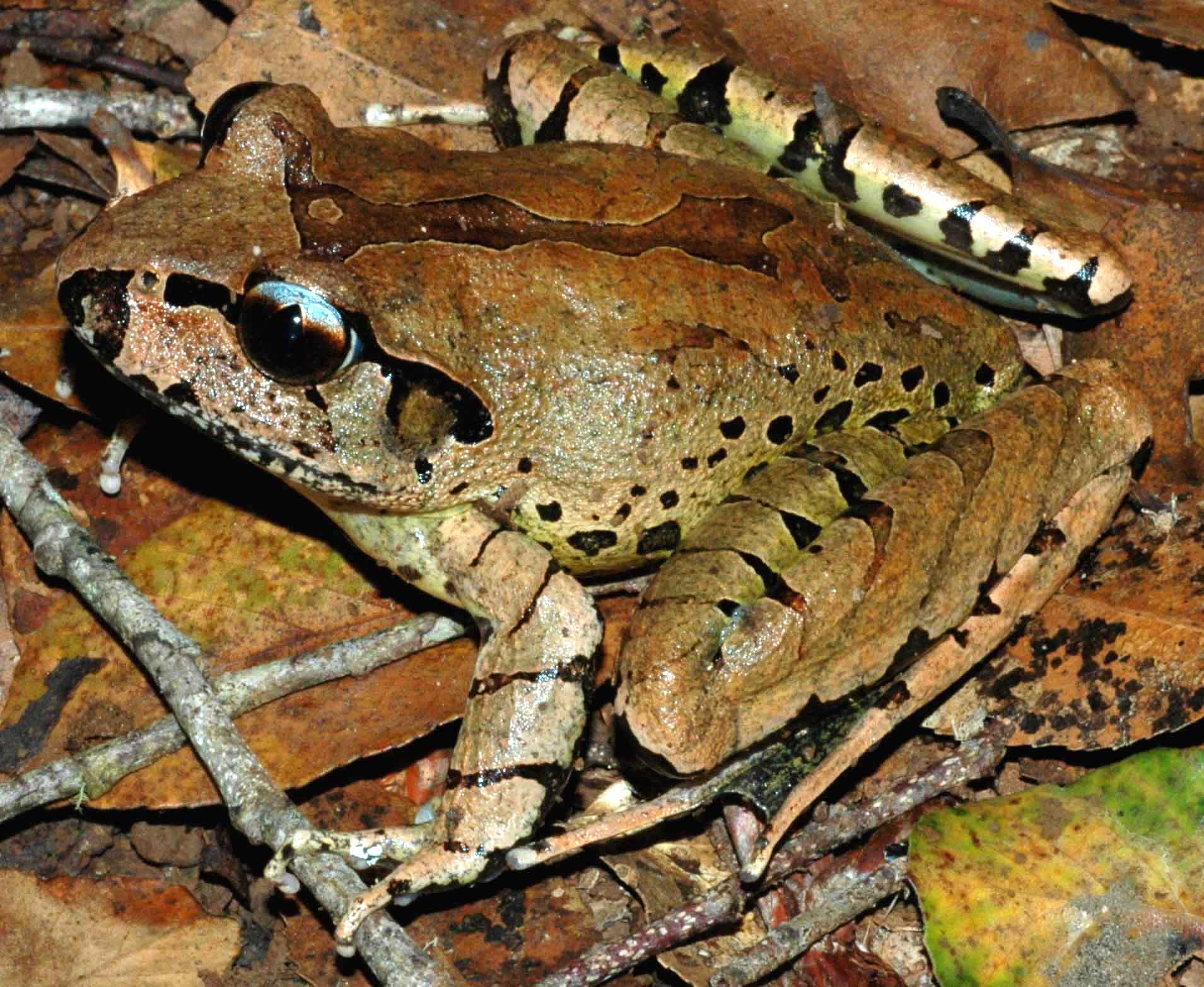
Mixophyes fleayi